# 1714 en musique classique
| \| • Retour à la chronologie générale de la musique classique • \| |
| Grèce • Rome • Haut Moyen Âge • VIIIe siècle • IXe siècle • Xe siècle • XIe siècle XIIe siècle • XIIIe siècle • XIVe siècle • XVe siècle • XVIe siècle • XVIIe siècle XVIIIe siècle • XIXe siècle • XXe siècle • XXIe siècle |
| • Retour à la chronologie générale de la musique classique • |

| Années en musique classique : 1711 - 1712 - 1713 - 1714 - 1715 - 1716 - 1717    |
| Décennies en musique classique : 1680 - 1690 - 1700 - 1710 - 1720 - 1730 - 1740 |

## Événements

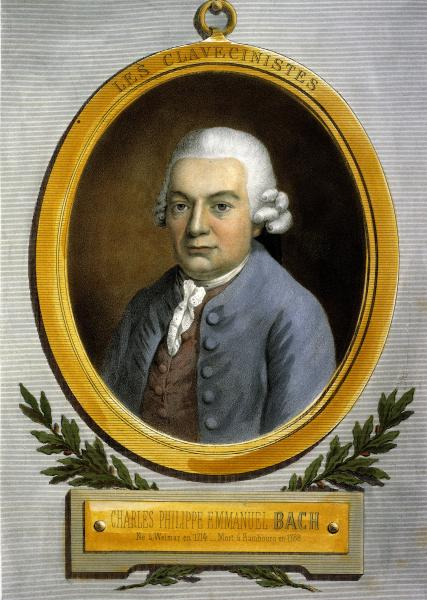
Carl Philipp Emanuel Bach

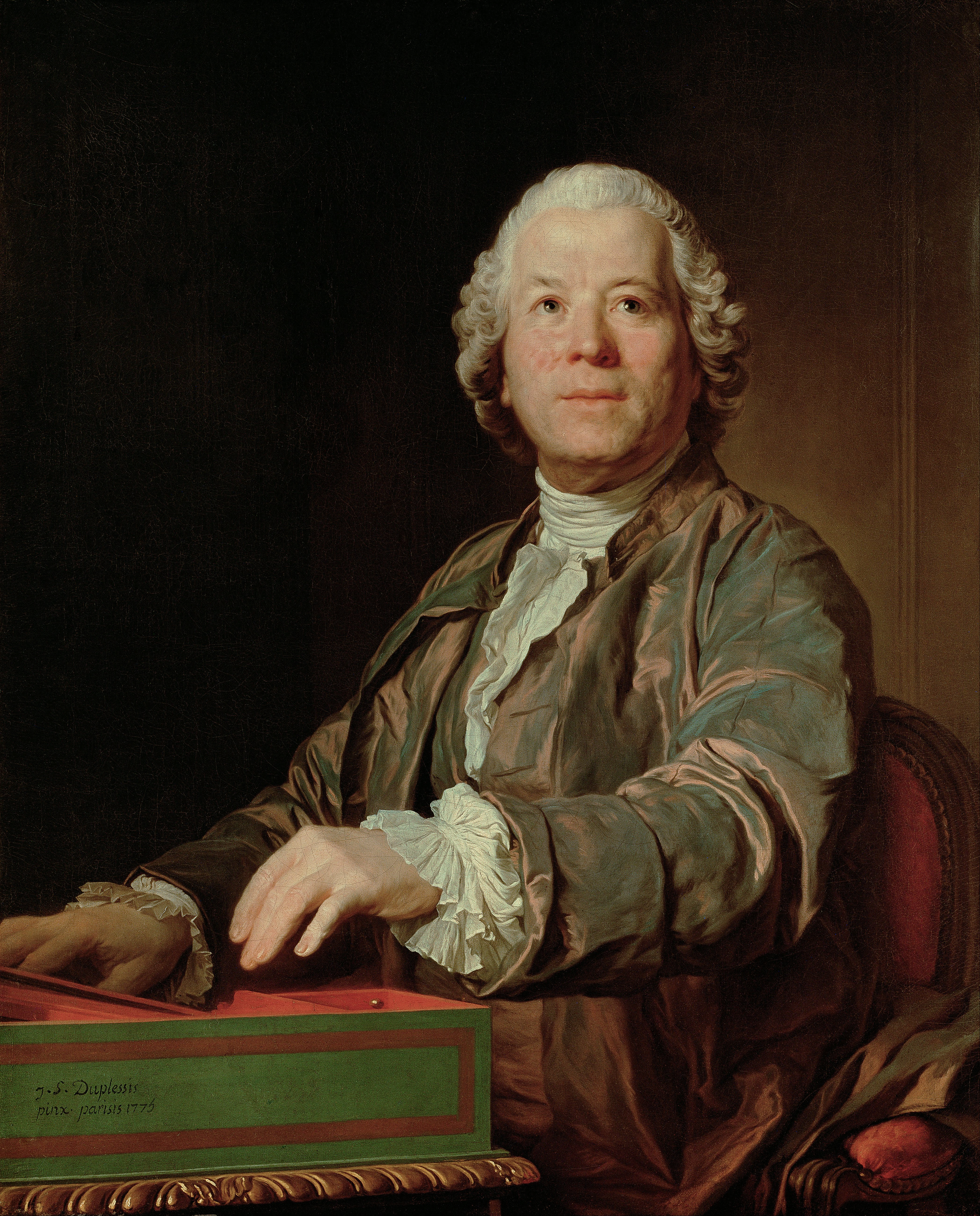
Christoph Willibald Gluck

### Créations
- 26 décembre : création à Paris de l'Opéra-Comique.
- décembre : Les Amours de Ragonde, opéra de Jean-Joseph Mouret.
- Cantates de Johann Sebastian Bach :
  - 25 mars : Himmelskönig, sei willkommen ;
  - 22 avril : Weinen, Klagen, Sorgen, Zage ;
  - 20 mai : Erschallet, ihr Lieder, erklinget, ihr Saiten! ;
  - 17 juin : Ich hatte viel Bekümmernis ;
  - 2 décembre : Nun komm, der Heiden Heiland ;
  - 30 décembre : Tritt auf die Glaubensbahn ;
  - ? : Mein Herze schwimmt im Blut ;
  - ? : Widerstehe doch der Sü.

#### Date indéterminée
- Les Fêtes de Thalie, opéra-ballet de Jean-Joseph Mouret.
- Télémaque et Calypso, tragédie lyrique d'André Cardinal Destouches.
- Arion, tragédie lyrique de Jean-Baptiste Matho.
- Orlando finto pazzo, opéra d’Antonio Vivaldi.

### Autres
- Le luthier italien Antonio Stradivari souvent appelé Stadivarius construit à Crémone le célèbre violon Soil
- Deuxième livre d'orgue d'André Raison.

## Naissances
- 2 février : Gottfried August Homilius, compositeur et organiste allemand († 2 juin 1785).
- 28 février : Gioacchino Conti, castrat et soprano italien († 25 octobre 1761).
- 8 mars : Carl Philipp Emanuel Bach, compositeur allemand († 14 décembre 1788).
- 6 mai : Anton Raaff, ténor allemand († 28 mai 1797).
- 2 juillet : Christoph Willibald Gluck, compositeur allemand († 15 novembre 1787).
- 30 août : Johann Georg Benda, compositeur tchèque († 1752).
- 10 septembre : Niccolo Jommelli, compositeur italien († 25 août 1774).
- 24 septembre : Jean-Benoît Leclair, musicien et danseur français.

Date indéterminée :
- Ranieri de' Calzabigi, homme de lettres et librettiste italien († 1795).
- Giacomo Giuseppe Saratelli, organiste, compositeur et maître de chapelle italien († 1762).
- Manuel Espona, claveciniste, compositeur et maître de chapelle catalan († 9 janvier 1779).

## Décès
- 4 janvier : Atto Melani, chanteur d'opéra castrat italien, également diplomate, espion et écrivain (° 30 mars 1626).
- 14 mars : Hendrik Anders, compositeur compositeur baroque et organiste (° 1657).
- 17 avril : Philipp Heinrich Erlebach, compositeur allemand (° 25 juillet 1657).
- 10 juin : Tommaso Bai, ténor et compositeur italien (° 10 juin 1636).
- 3 septembre : Pietro Antonio Fiocco, compositeur italien (° 3 février 1654).
- 6 octobre : Matteo Noris, librettiste d'opéras italien (° 1640).
- 30 novembre : Guillaume-Gabriel Nivers, organiste et compositeur français (° 1632).